# Odanah
Odanah é uma Região censo-designada localizada no estado norte-americano de Wisconsin, no Condado de Ashland.

## Demografia
Segundo o censo norte-americano de 2000, a sua população era de 254 habitantes.

## Geografia
De acordo com o United States Census Bureau tem uma área de
4,1 km², dos quais 4,0 km² cobertos por terra e 0,1 km² cobertos por água. Odanah localiza-se a aproximadamente 186 m acima do nível do mar.

## Localidades na vizinhança
O diagrama seguinte representa as localidades num raio de 36 km ao redor de Odanah.